# Kloster Niederschönenfeld

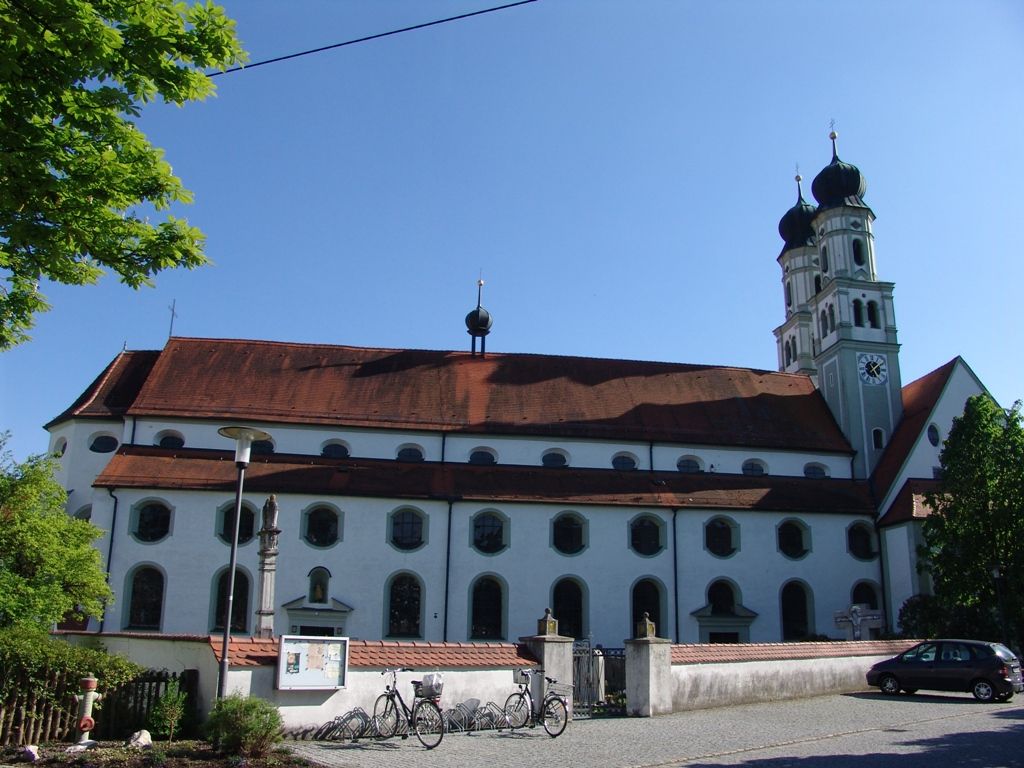
Die heutige Pfarrkirche Mariä Himmelfahrt

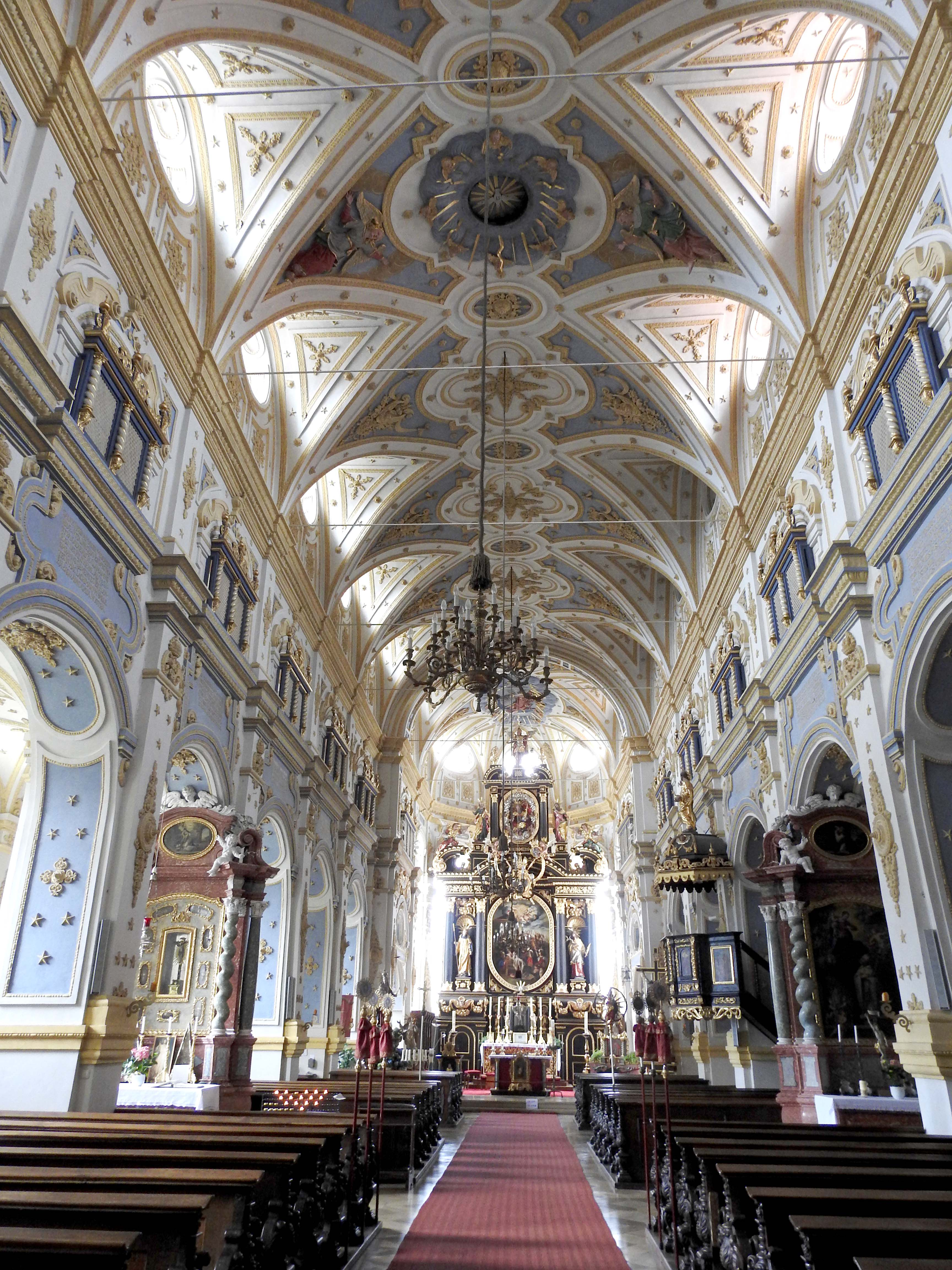
Langhaus

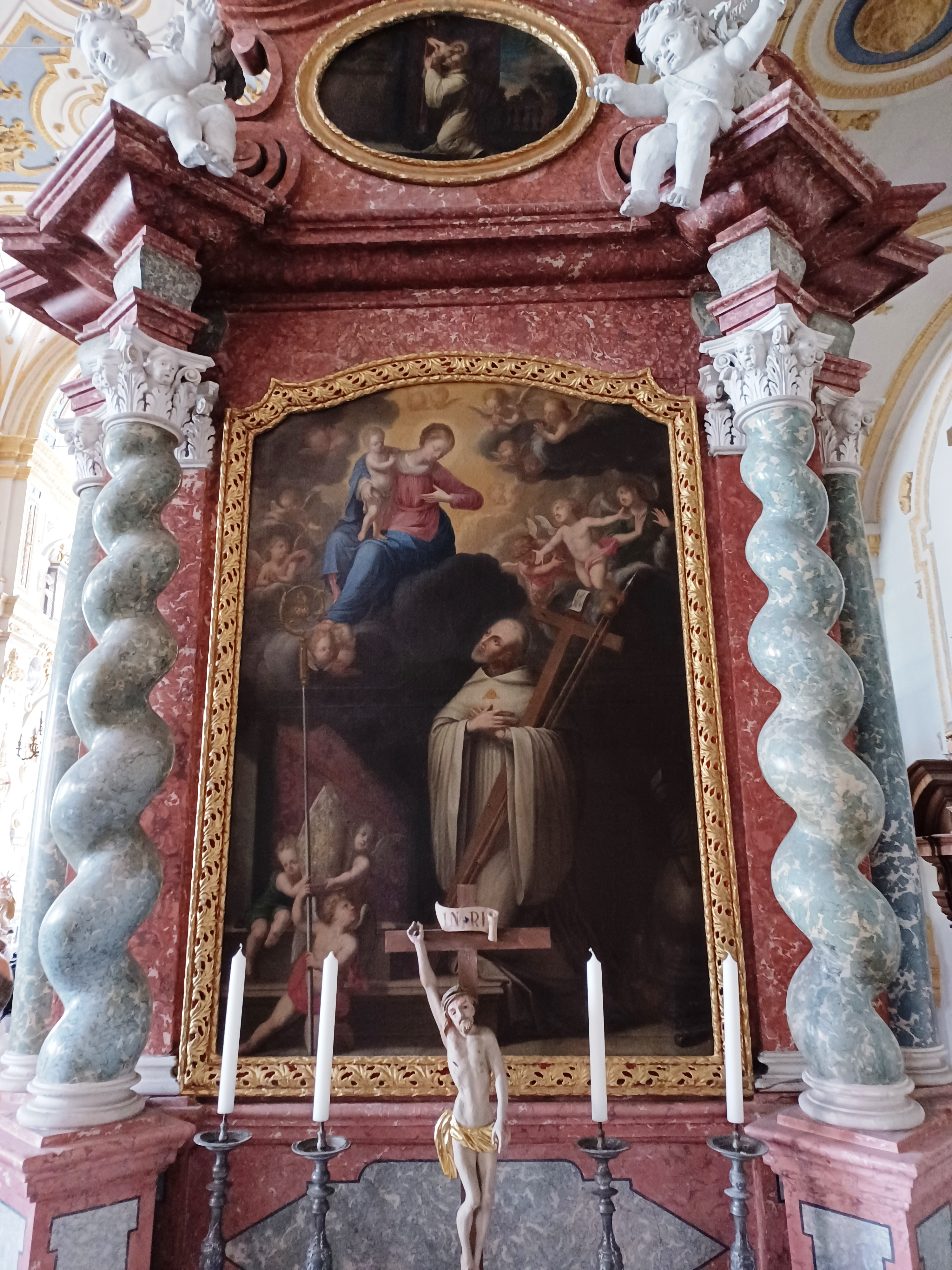
Petrus Nolascus mit rotem Ordenskreuz auf der Brust und stillender Madonna (Vision)

Stiftergedenksäule

Das Kloster Niederschönenfeld ist ein ehemaliges Kloster der Zisterzienserinnen in Niederschönenfeld in der bayerischen Diözese Augsburg. Die Klosterkirche ist jetzt Niederschönenfelder Pfarrkirche.

## Geschichte
Das Kloster ist eine Stiftung des Grafen Berchthold III. von Lechsgemünd/Graisbach (1193–1253). Der Sage nach wurde das Kloster zur Sühne für die Entführung von Adelheid, der Königstochter von Zypern, erbaut. Angeblich zeigte ihm Maria im Traum den Gründungsort des Klosters Niederschönenfeld. Die Beguinen aus Burgheim nahmen die Ordensregeln der Zisterzienser an und besiedelten die Neugründung. Zur Erinnerung an den Klosterstifter steht heute auf dem Friedhof noch eine Stiftergedenksäule.
Die Stiftung wurde durch Bischof Siboto von Augsburg am 9. Januar 1241 bestätigt. 1254 nahm Papst Innocenz IV. die Neugründung unter den Schutz des heiligen Stuhls. 1342 kam Niederschönenfeld mit der Grafschaft Graisbach an Bayern. Nach dem 150-jährigem Bestehen lebten hier etwa 100 Konventualinnen. Die Aufsicht über das Frauenkloster übten die Äbte von Kloster Kaisheim aus.
Ludwig der Bayer, der das Kloster besonders förderte, verlieh dem Kloster 1322 die Niedergerichtsbarkeit.
Das Kloster galt gegen Ende des 14. Jh. als das viertreichste Kloster Bayerns (nach Kaisheim, Tegernsee und Benediktbeuern). Ab dem 14. Jh. dezimierte sich der Reichtum des Klosters durch Plünderungen und Kriege stark. Das Kloster lag zwar außerhalb des ab 1505 entstandenen Fürstentums Pfalz-Neuburg, hatte aber in dessen Territorium Besitzungen. Als der Landesherr Ottheinrich von Pfalz-Neuburg 1542 zum Protestantismus übertrat, wurden viele Rechte und Güter dem Kloster entzogen. Diese wurden allerdings 1614 bei der Rekatholisierung durch Wolfgang Wilhelm wieder zurückgegeben.
Im Schmalkaldischen Krieg 1546 wurde das Kloster von den Truppen des Kurfürsten Friedrich von Sachsen und des Landgrafen Philipp von Hessen geplündert; der Konvent flüchtete nach Rain. Das Kloster erfuhr wieder eine starke Dezimierung seines Reichtums.
Nach der Niederlage Tillys gegen den schwedischen König, Gustav II. Adolf, bei der Schlacht bei Rain am Lech (April 1632) wurde das Kloster zerstört; der Konvent flüchtete nach Frauenchiemsee. Nach der Schlacht bei Nördlingen 1634 kehrte der Konvent zurück. Das Kloster wurde notdürftig wieder aufgebaut. 1645 waren die Schweden wieder da; der Konvent löste sich auf. 1646 wurde das Kloster von den Franzosen und Schweden wieder zerstört. Nach dem Westfälischen Frieden (1648) sollte das Kloster 1651 in Rain aufgebaut werden. Die Äbtissin aber setzte sich mit kurfürstlicher Unterstützung dafür ein, dass das Kloster an alter Stelle wieder aufgebaut wurde, was ihr auch gelang. Mit der Besetzung Bayerns durch die Österreicher kam es am 27. Juni 1743 zum Vertrag von Niederschönenfeld zwischen Feldmarschall Friedrich Heinrich von Seckendorff, dem General des „bayerischen“ Kaisers, und dem österreichischen General Ludwig Andreas von Khevenhüller. Der Vertrag von Niederschönenfeld legte fest, dass Bayern von Seckendorf geräumt wird. Bayern stand für zwei Jahre unter österreichischer Herrschaft.
Am 18. März 1803 wurde das Kloster als Folge der Säkularisation durch Maximilian von Montgelas aufgelöst. Von 1803 bis 1825 saß das Staatliche Rentamt in den Klostergebäuden. 1814 sollte die Klosterkirche abgerissen werden, doch sie wurde 1828 der Pfarrei Feldheim eingewiesen und 1834 unabhängige Kuratie. 1842 plante König Ludwig I. von Bayern im Zuge einer „Gegensäkularisation“ in Niederschönenfeld wieder ein Zisterzienserkloster einzurichten, was aber an fehlenden Mitteln scheiterte. 1849 wurde die Anlage zu einer Strafanstalt umgebaut. Heute ist die Justizvollzugsanstalt Niederschönenfeld für junge Erwachsene bis 26 Jahren zuständig.
Die ehemalige Klosterkirche Mariä Himmelfahrt ist heute Pfarrkirche des Dorfes, die Wallfahrtskirche Heilig-Kreuz gehört zum Komplex der Justizvollzugsanstalt und ist nur an den beiden Kreuzfesten öffentlich zugänglich.

## Baugeschichte

### Der Ursprungsbau
Der Ursprungsbau, von Graf Berchthold III. gestiftet, war eine romanische Pfeilerbasilika ohne Querschiff mit Drei-Apsiden-Schluss, ein für die damalige Zeit typischer Bautypus in Bayern.

### Umbau durch Äbtissin Martha
Seit 1446 wurden anstatt der Apsiden ein gotischer Chor von einem Joch angefügt, mit plattem Abschluss in den Seitenschiffen und einem Polygon aus fünf Seiten eines Achtecks im Mittelschiff.

### Wiederaufbau nach der Zerstörung
Nach der Zerstörung der Kirche im Jahr 1646 durch die Schweden begannen schon 1651 die Wiederaufbauplanungen. Das Kloster sollte nach Rain verlegt werden, aber die Äbtissin widersetzte sich dem mit Hilfe des Kurfürsten erfolgreich. Constantin Pader, ein Münchner Sachverständiger, benötigte 12.000 fl., um das Kloster und die Gebäude wiederaufzubauen. Mithilfe von Almosen aus ganz Bayern konnte die erforderliche Summe aufgebracht werden. Im Jahr 1658 bekam Pader den Auftrag das Kloster wiederaufzubauen. Der Kurfürst von Bayern ernannte Pader zum Oberbaumeister von Niederschönenfeld.
Mit einer Geldspende des Kurfürsten an die Äbtissin Euphemia Vatig von Kronburg konnten die Stuckaturen gefertigt werden.
1662 weihte der Weihbischof von Augsburg Caspar Zeiler die Kirche mit fünf Altären ein. Die Kirche war 49 Meter lang, 17,7 Meter breit und 14 Meter hoch.
Für den Ausbau des Klosters bekam Niederschönenfeld die Unterstützung des Geistlichen Rates.

### Vom Wiederaufbau bis heute
Schon 1667 fielen schwere Bauschäden an: der Grund laut der Münchner Baukommission war, dass Pader keine Bürsten (Holzpfähle) in den sumpfigen Boden geschlagen habe. Für 1000 fl. konnte man die Schäden beheben.
1674 konnten trotz schwerer Feuer- und Gewitterschäden auch die Wirtschaftsgebäude des Klosters vollendet werden.
Die Kirche erhielt 1680 eine neue Altarausstattung und ein neues Farbgewand.
Im frühen 18. Jahrhundert zimmerten der junge Dominikus Zimmermann und sein Vater zwei weitere Altäre für die Wallfahrtskirche.
1867 wurde die Kirche bei einer Restaurierung einheitlich weiß ausgemalt.
Von 1958 bis 1963 unterzog sich die Kirche auf Veranlassung des damaligen Pfarrers P. Andreas Pfeiffer einer Innenrestaurierung. Die Restaurierung deckte die Farbigkeit von 1680 wieder auf. Zudem wurde die Orgelempore (oberste Empore) wieder auf den früheren Stand zurückgesetzt.
Von 1966 bis 1970 führte eine Firma aus Marxheim eine Außenrenovierung durch.
1986 wurde die marode Bausubstanz grundsaniert.
Es wurden auch noch viele Arbeiten am Fundament vorgenommen, um die Kirche vor dem sumpfigen Untergrund in Niederschönenfeld zu schützen.
Schließlich wurde die Raumschale unter Beibehaltung der vorhandenen Farbfassung restauriert und der Außenbau erhielt einen Anstrich in Weiß- und Grüntönen.
Im Mai 1992 waren die Arbeiten, die von Pfarrer Pfeiffer veranlasst worden waren, abgeschlossen und kosteten insgesamt DM 4,4 Millionen.

## Orgel

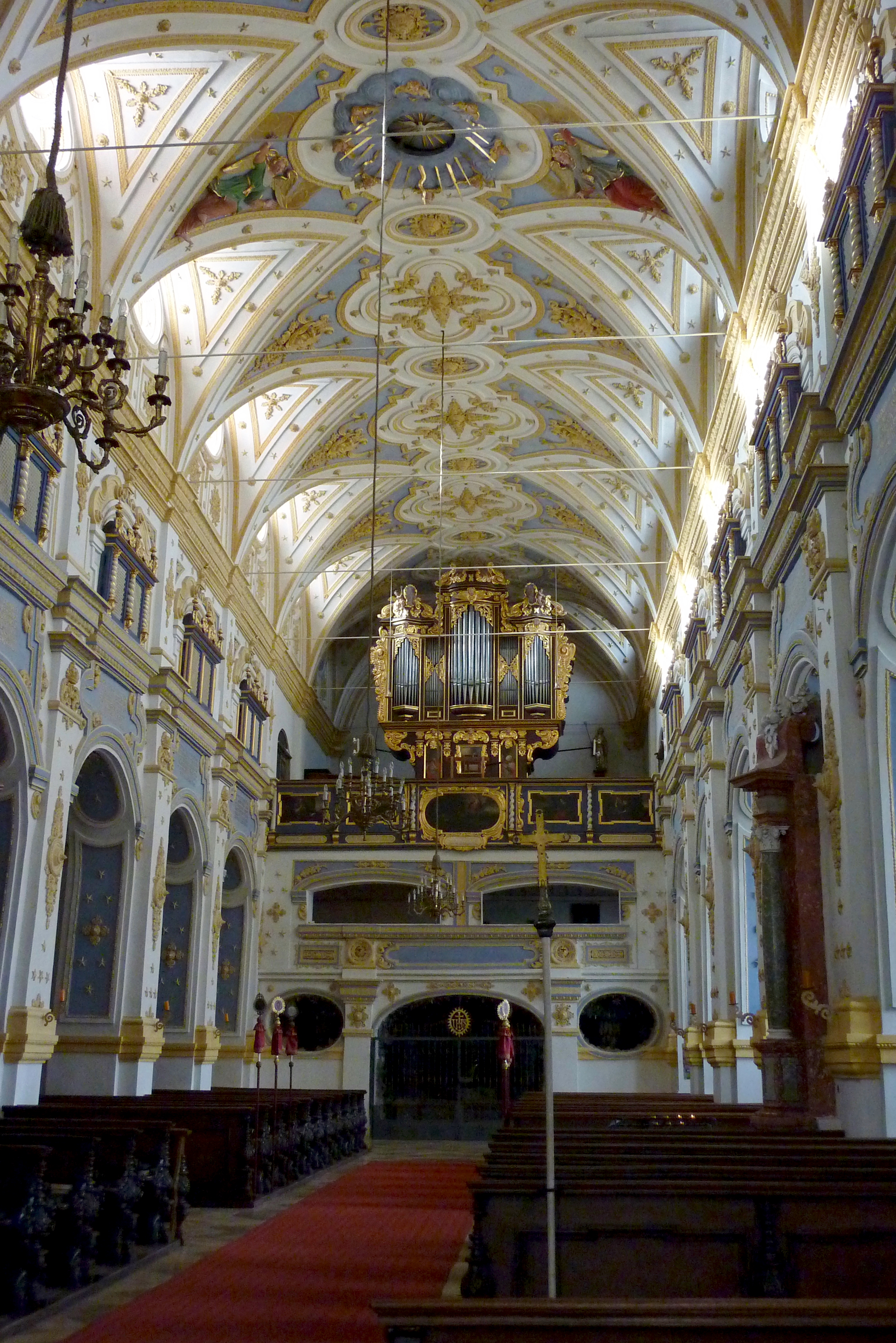
Paul Prescher-Orgel (1683)

### 1683
Die Orgel wurde von Paul Prescher, Nördlingen, 1683 für die Klosterkirche der Zisterzienserinnen gebaut. Ihre Besonderheit war die Aufstellung auf der Westempore, die hinter der Orgel zugleich als Nonnenchor diente. Daher wurde das Instrument mit zwei Prospekten ausgestattet, wobei hinten ursprünglich Pfeifenattrappen und die heutige, prächtig bemalte Front des Untergehäuses zu sehen waren. Außerdem hatte und hat es zwei Spieltafeln: eine vorne für das Kirchenschiff, eine weitere hinten, welche damals für den Psallierchor bespielt wurde und höher erklang. Die Stimmtonhöhe zwischen vorderem und hinterem Spielwerk differiert um einen Ganzton, was Konsequenzen nach sich zieht: um die mitteltönigen Stimmung im jeweils anderen Stimmton zu korrigieren, mussten die Töne dis/es und b doppelt gebaut werden. Die Wolfsquinte liegt zwischen ds und gs.

### 2019
Die Restaurierung durch Johannes Klais Orgelbau von 2017–19 hatte zum Ziel, den Originalzustand mit kleinen Ergänzungen wieder herzustellen.

## Ehemalige Besitztümer des Klosters Niederschönenfeld
- Güter und Höfe in Kunding, Pessenburgheim (damals Oberburgheim genannt), Mittelstetten, Stepperg und Weidorf
- Klosterareal um Niederschönenfeld
- Obereigentum über Dorf und Pfarrei Bayerdilling einschließlich Patronat
- Patronatsrechte über Illdorf, Marxheim, Lechsend, Altisheim, Rain, die Michaelskapelle bei Holzheim, in Burgheim, Pobenhausen und Tagmersheim
- Feldheim (gehörte vorher zum Kloster Monheim)[2]